# Aníbal de Morais
Aníbal da Costa Morais (Vila Flor, 27 de Outubro de 1856  — Porto, 19 de Dezembro de 1934) foi um jornalista português. Foi um dos fundadores do Jornal de Noticias.

## Biografia
Nasceu em Vila Flor. Aos 8 anos de idade, viajou até ao Porto na companhia do seu irmão e padrinho, o deputado Eduardo do Costa Morais. Fez os ensinos preparatórios no Liceu do Porto, tendo-se depois empregado numa agência bancária.
Posteriormente entrou no Jornal da Manhã.
Em 1888 fundou o Jornal de Noticias, junto com o abade Manuel Vaz de Miranda e o conselheiro José Diogo Arroyo. Como director daquele periódico, conseguiu que se tornasse o mais vendido na cidade do Porto. Ocupou aquela posição até ao seu falecimento, tendo sido substituído por Guilherme Pacheco.
Também foi uma figura de grande relevo na sociedade portuense, tendo sido responsável pela organização de várias festas. Fazia parte de um grupo célebre de elites portuenses que se costumava reunir em frente do Lino, um estabelecimento de venda de armas junto à Praça da Liberdade.
Faleceu em Dezembro de 1934, aos 77 anos, no Grande Hotel do Porto, devido a uma congestão cerebral. O funeral teve lugar no dia 20 desse mês, na Igreja da Trindade, tendo o corpo sido depositado no cemitério de Vila Flor.